# Sabine Curio
Sabine Curio (geb. Wagner; * 29. Juni 1950 in Ahlbeck) ist eine deutsche Malerin und Grafikerin.

## Leben und Werk
Sabine Wagner absolvierte in Heringsdorf bis 1969 die Erweiterte Oberschule. Danach studierte sie bis 1974 an der Kunsthochschule Berlin-Weißensee. 1970/1971 war sie zu Malstudien auf Usedom bei Otto Niemeyer-Holstein. Nach dem Studium arbeitet sie bis 1977 mit einem Fördervertrag mit dem Rat des Bezirkes Rostock als freischaffende Künstlerin. Von 1977 bis 1980 war sie in Berlin Meisterschülerin bei Wieland Förster an der Akademie der Künste der DDR. 1978 unternahm sie eine Studienreise in den Kaukasus.
Seit 1977 lebt und arbeitet Sabine Curio freischaffend in Stolpe. Neben Akts, Stillleben und Landschaftsbildern, vor allem als Ölgemälde, Aquarelle und Druckgrafiken, fertigte sie auch gelegentlich Buchillustrationen.
Sie hat seit 1981 eine bedeutende Zahl von Einzelausstellungen und Ausstellungsbeteiligungen, in der DDR u. a. 1987/1988 an der X. Kunstausstellung der DDR in Dresden. Sie war bis 1990 Mitglied des Verband Bildender Künstler der DDR.
1995 gehörte sie zu den Gründern des Freundeskreises Niemeyer-Holstein, dessen Vorsitzende sie ist. 1996 erhielt sie mit Joachim John den von einem unbekannten US-amerikanischen Mäzen gestifteten Helen-Abbott-Förderpreis für Bildende Kunst.

## Rezeption
„Bis zum heutigen Tag hat sich Sabine Curio geradezu trotzig als Malerin behauptet und wir nehmen gern zur Kenntnis, dass sie sich auch in Zeiten der modischen Trends und der Stillosigkeit des anything goes nicht von den klassischen von ihr gepflegten Genres Akt, Stilleben und Landschaft abbringen läßt.“

Werke von Sabine Curio befinden sich unter anderem in der Kunstsammlung Neubrandenburg, in der Kunsthalle Rostock und im Stralsund Museum.

## Buchillustrationen Sabine Curios (unvollständig)
- Sabine Lange: Immer zu Fuß. Gedichte. Federchen Verlag, Neubrandenburg, 1994 (mit Reproduktionen von acht Aquatinta-Radierungen)
- Thomas Bruckhoff: Windsteuer, Schnauzsegler. Ein Handbuch für Hafensegler. Medialis, Berlin, 2003 (mit Reproduktionen von Aquarellen)